# Livingstonia
Livingstonia ist eine Ortschaft in der Nordregion von Malawi am Fuße des Nyika-Plateaus, 96 Kilometer Luftlinie nördlich von Mzuzu. Die Stadt Mzuzu kann von Chitimba aus, welches am Seeufer und am Fuße des Berges liegt, über eine asphaltierte Hauptstraße erreicht werden.
Im Jahre 1894 kampierten Dr. Robert Laws und Uriah Chirwa auf dem Plateau. Sie beschlossen, an dieser Stelle eine Bildungsstätte mit beruflichen Ausbildungszielen zu errichten. Heute werden die beiden Inspiratoren dafür an einer Gedenkstätte geehrt.

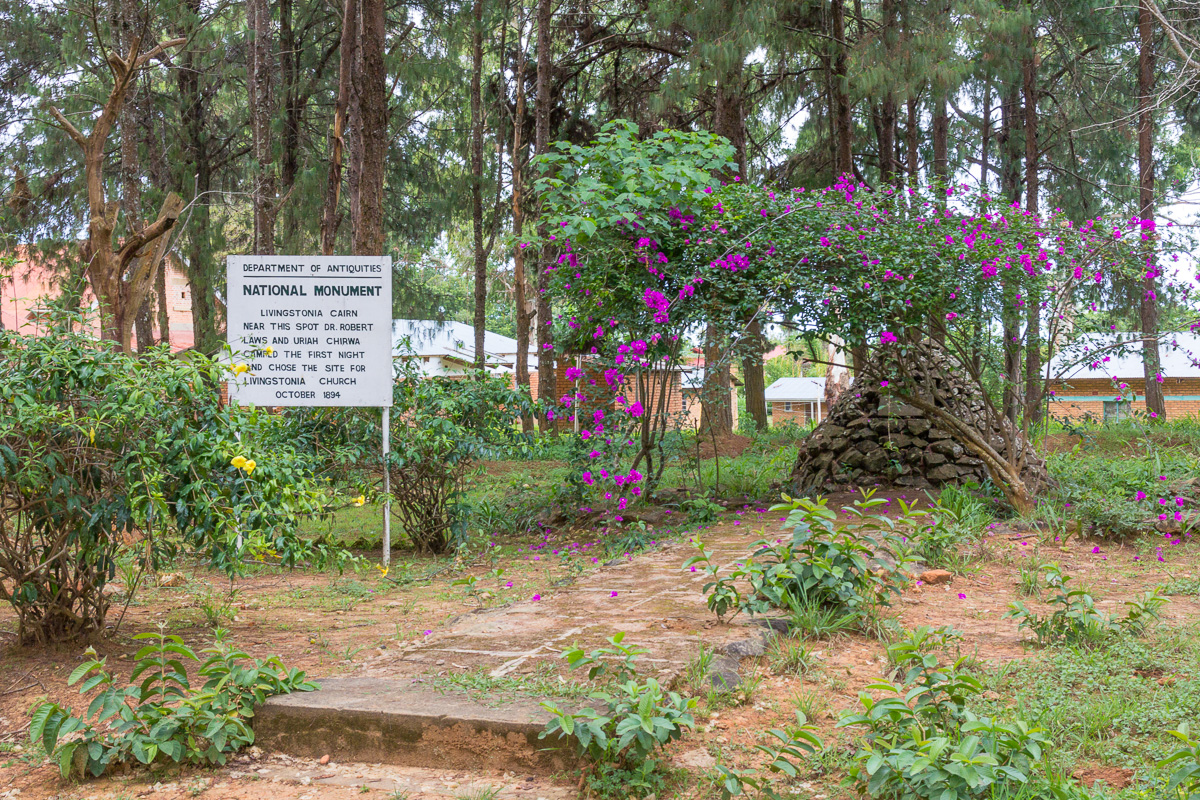
Steinhügel an dem Ort, an dem Dr. Robert Laws und Uriah Chirwa kampiert haben sollen

Die erste Missionsstation Livingstonia, an der Südseite des Malawisees, wurde 1875 durch den Missionar James Stewart gegründet und mit Unterstützung der Central African Trading Company aufgebaut. Im Jahre 1880 wechselte der Standort jedoch nach Bandawe an die Westseite des Sees.
Livingstonia ist im Wesentlichen eine Mission und ein 130-Betten-Krankenhaus (David Gordon Memorial Hospital) der mit der Presbyterian Church in Ireland verbundenen Church of Central Africa Presbyterian (CCAP) und arbeitet eng mit der Schwester-Mission in Ekwendeni zusammen.
Die Kirche unterhält eine Sekundarschule und eine Technische Schule mit Internat für 1800 Schüler, wobei die Kirche weiteren 500 Menschen Unterkunft bietet. Insgesamt halten sich etwa 3700 Menschen dort auf. Der Bau einer Hochschule für Erziehung und Theologie ist geplant. Es gibt ein Gästehaus und ein privates Camp. In der Regenzeit ist Allradantrieb unerlässlich, denn der Ort liegt an einem Steilhang zwischen Nyika und Malawisee. Das Dorf bietet einen Panoramablick auf die schroffen Livingstone-Berge am gegenüberliegenden tansanischen Ufer des Malawisees, über dem es direkt auf einer Klippe errichtet wurde. In der Nähe liegen die Manchewe-Fälle.
Unweit davon befinden sich die Mchenga- und die Kaziwiziwi Kohlengruben auf einer Lagerstätte mit rund zwei Millionen Tonnen hochwertiger Kohle.